# Mekone III
Mekone III est un village de la région du Centre du Cameroun. Il est localisé dans l'arrondissement (commune) de Minta, département de la Haute-Sanaga. On y accède par la piste rurale qui lie Mekone III à Sase.

## Population et société
En 1963, la population de Mekone III était de 239 habitants. La population est essentiellement constituée de Baboute.